# En moderne Biscuit- og Honningkage-Fabrik
En moderne Biscuit- og Honningkage-Fabrik er en dansk dokumentarfilm fra 1917.

## Handling
Optagelser fra bageriet Reinh van Hauen på Gammel Kongevej 177, optaget 28. februar 1917.